# Любисток
Люби́сто́к (лат. Levisticum) — многолетнее травянистое растение; род семейства Зонтичные.

## Этимология
Растение имеет много народных названий. Большинство из них связаны со словом «любовь»: зоря, любим, либистик, любовное зелье, приворотное зелье, любчик, любим-трава, любец.

## Распространение и экология
Естественный ареал любистка Афганистан и Иран. Акклиматизирован и широко культивируется повсюду в мире.

## Ботаническое описание
Многолетнее растение.
Корень толстый.

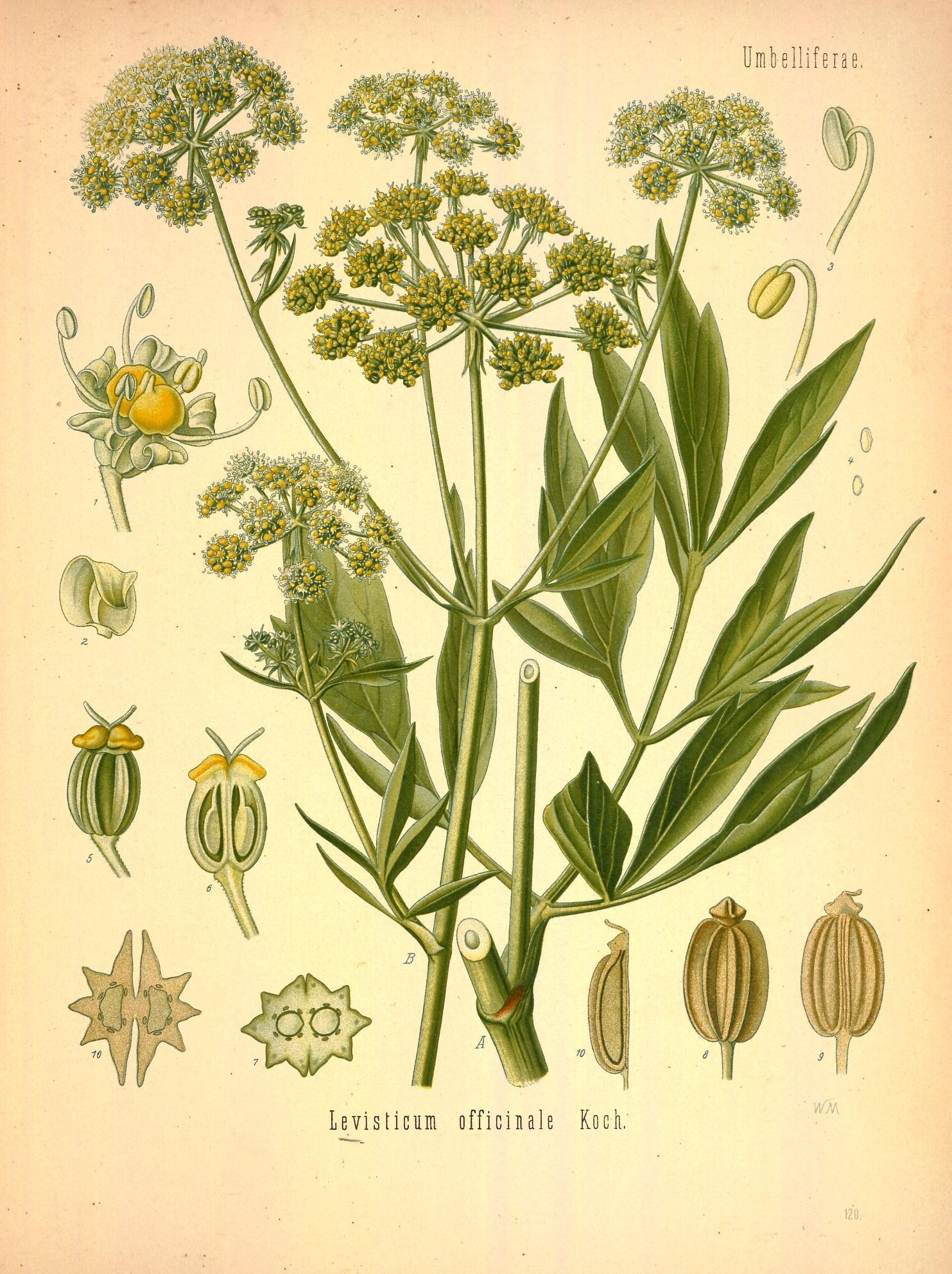
Любисток лекарственный.

Стебель высотой 100—200 см, голый, с сизой поверхностью, вверху ветвистый.
Листья блестящие, перистые, с большими обратнояйцевидными или ромбовидными, несколько надрезанными долями.
Цветки мелкие, желтоватые. Соцветие — сложный зонтик с многочисленными обёртками и обёрточками.
Плод овально-эллиптический, сплюснутый по спинке с толстоватыми крылатыми рёбрами.
Цветёт в июне-августе. Плоды созревают в сентябре.
Отличительные свойство растения — специфический запах, немного похожий на запах сельдерея. Отсюда одно из народных названий — зимний сельдерей. Любистку свойственен также солоновато-горький вкус.

## Растительное сырьё

### Химический состав
Во всех частях растения содержится эфирное масло, в состав которого входят D-α-терпинеол, цинеол, уксусная, изовалериановая и бензойная кислоты. Количество эфирного масла в различных органах 0,1-2,7 %. В корнях, кроме эфирного масла, обнаружены смолы, органические кислоты (ангеликовая и яблочная), крахмал, сахара, карвакрол, сесквитерпены, фурокумарины псорален и бергаптен, дубильные и минеральные вещества; в листьях имеется аскорбиновая кислота.
Имеются данные, что корни ядовиты до фазы цветения.

### Фармакологические свойства
Применяют настои и отвары корней. Они возбуждают аппетит, снимают кишечные колики, оказывают ветрогонное и диуретическое действие и др. Корни и корневища приняты в ряде европейских фармакопей. Включены в БТФ как ветрогонное и антидиспепсическое, а также применяются в гомеопатии.
Применяется в комбинированных препаратах растительного происхождения (например, Канефрон H).

## Значение и применение
Запах любистка острый, пряный, вкус сначала сладковатый, потом острый, пряный и умеренно горьковатый. Из растения получают эфирное масло, которое применяется в парфюмерии и кулинарии. Свежие стебли, листья и корни используют для ароматизации кондитерских изделий, напитков, маринадов. Даже небольшие добавки зелени любистка изменяют вкус и придают консервам своеобразный грибной аромат. Зелёные части и корни молодых растений употребляют в пищу как пряность при приготовлении зелёного масла, салатов; его добавляют в соусы, к жареному мясу, в подливки, супы, к овощам, блюдам из риса, круп, птицы и рыбы.
Любисток имеет особое значение в диетическом питании наряду с укропом и базиликом. Корни любистка показаны в пищевом рационе при заболеваниях печени, жёлчного пузыря, почек, при ожирении, ревматизме, метеоризме.
В научной медицине России любисток не применяется, но включён в некоторые зарубежные фармакопеи. Известно, что растение оказывает мочегонное и отхаркивающее действие, улучшает пищеварение и аппетит, препятствует метеоризму; корни обладают антибактериальной активностью. Любисток использовали врачи древности как средство, способствующее отделению мочи и жёлчи. В русской народной медицине корни применяли при отёках, пиелонефрите, задержке мочеиспускания, болезнях сердца, дыхательных органов (хрипоте, бронхите и катаре верхних дыхательных путей), подагре, мигрени, ревматизме, анемии, альгоменорее, как успокоительное при нервных расстройствах, ранозаживляющее, противоглистное, для укрепления волос.
Следует учесть, что любисток противопоказан при беременности, поскольку способствует притоку крови к органам малого таза.

## Классификация

### Таксономия[6]
Levisticum Hill, 1756, Brit. Herb. : 423
Род Любисток относится к семейству Зонтичные (Apiaceae) порядка Зонтикоцветные  (Apiales). Кладограмма в соответствии с Системой APG IV:
|  |                                      |  |                                   |                                   |                     |  | ещё 6 семейств |               |               |                                                    |
|  |                                      |  |                                   |                                   |                     |  |                |               |               | 1 подтвержденный вид и 7 в статусе "непроверенных" |
|  |                                      |  |                                   | порядок Зонтикоцветные            |                     |  |                |               | род Любисток  |                                                    |
|  |                                      |  |                                   | порядок Зонтикоцветные            |                     |  |                |               | род Любисток  |                                                    |
|  | отдел Цветковые, или Покрытосеменные |  |                                   |                                   | семейство Зонтичные |  |                |               |               |                                                    |
|  | отдел Цветковые, или Покрытосеменные |  |                                   |                                   |                     |  |                |               |               |                                                    |
|  |                                      |  | ещё 63 порядка цветковых растений | ещё 63 порядка цветковых растений |                     |  |                | ещё 447 родов | ещё 447 родов |                                                    |
|  |                                      |  |                                   | ещё 63 порядка цветковых растений |                     |  |                |               | ещё 447 родов |                                                    |

### Виды
- со статусом «подтвержденный» ('accepted')
  - Levisticum officinale W.D.J.Koch — Любисток аптечный

- со статусом «непроверенный» ('unchecked')
  - Levisticum aquilegiifolium  (All.) Sloboda 
  - Levisticum caucasicum  Lipsky 
  - Levisticum levisticum  H.Karst. 
  - Levisticum paludapifolium  Asch. 
  - Levisticum persicum  Freyn & Bornm. 
  - Levisticum vulgare  Rchb. 
  - Levisticum vulgare  Hill

## В художественной литературе
В романе А. С. Пушкина «Евгений Онегин» в описании жизни семьи Лариных упоминается это растение, которое чета Лариных брала с собой на молебен в день Святой Троицы:

…
В день Троицын, когда народ
Зевая слушает молебен,
Умильно на пучок зари
Они роняли слёзки три;

…— А. С. Пушкин. Евгений Онегин, глава II, строфа XXXV
Впрочем, В. В. Набоков в комментариях к роману опровергает данное распространённое мнение, утверждая, что наиболее очевидный кандидат на «пучок зари» — лютик едкий, или «куриная слепота» (Ranunculus acris).
Упоминается в сборнике повестей Н. В. Гоголя «Вечера на хуторе близ Диканьки».